# Santa Catalina (Negros Oriental)
Santa Catalina is een gemeente in de Filipijnse provincie Negros Oriental. Bij de laatste census in 2007 had de gemeente bijna 73 duizend inwoners.

## Bestuurlijke indeling
Santa Catalina is onderverdeeld in de volgende 22 barangays:
| - Alangilan - Amio - Buenavista - Kabulacan - Caigangan - Caranoche - Cawitan - Fatima - Mabuhay - Manalongon - Mansagomayon | - Milagrosa - Nagbinlod - Nagbalaye - Obat - Poblacion - San Francisco - San Jose - San Miguel - San Pedro - Santo Rosario - Talalak |

## Demografie
Santa Catalina had bij de census van 2007 een inwoneraantal van 72.629 mensen. Dit zijn 5.432 mensen (8,1%) meer dan bij de vorige census van 2000. De gemiddelde jaarlijkse groei komt daarmee uit op 1,08%, hetgeen lager is dan het landelijk jaarlijks gemiddelde over deze periode (2,04%).